# Hunyadi tér (Kolozsvár)
A Hunyadi tér (román nevén Piața Ștefan cel Mare) Kolozsvár egyik jelentős tere.

## Fekvése
A Belváros keleti oldalán alakult ki, az egykori városfalak előtt. Északon a Deák Ferenc utca választja el a Bocskai tértől, délen pedig a Tanítók Háza a Timotei Cipariu nevét viselő tértől.

## Története
A Trencsin tér 1899-es rendezése után a Közép utcától délre levő részt Hunyadi térnek nevezték el. Az első világháború után Ștefan cel Mare térnek nevezték a nagy moldvai fejedelem, III. István után. A második világháború idején visszakapta régi nevét, azt követően pedig ismét Ștefan cel Mare tér lett. A tér ma is látható arculatát a 20. század elején nyerte el, ekkor épült fel a színház tömbje, az igazságügyi palota és a Tanítók Háza. Az első jelentősebb épület a téren a Szent György-laktanya volt. Az épület tervezője Goró Lajos százados volt. A tér délkeleti sarkát elfoglaló épületet 1834–1837 között építették fel. Napjainkban is a katonaság birtokolja. A tér nyugati oldalán az 1960-as és 1970-es években modern tömbházakat húztak fel ezáltal megbontva a tér egységes eklektikus, szecessziós képét. A színház és a Tanítók Háza között parkosított, játszótérrel.

## Nevezetes épületei

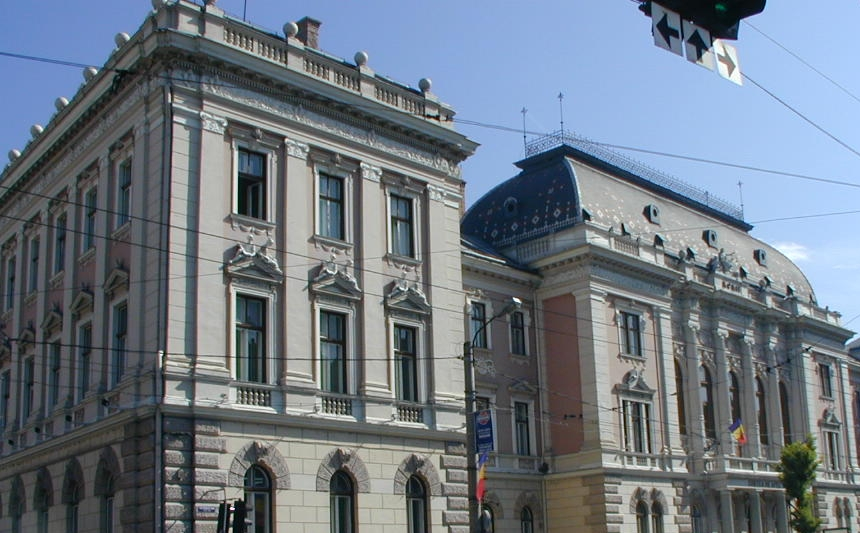
Az igazságügyi palota

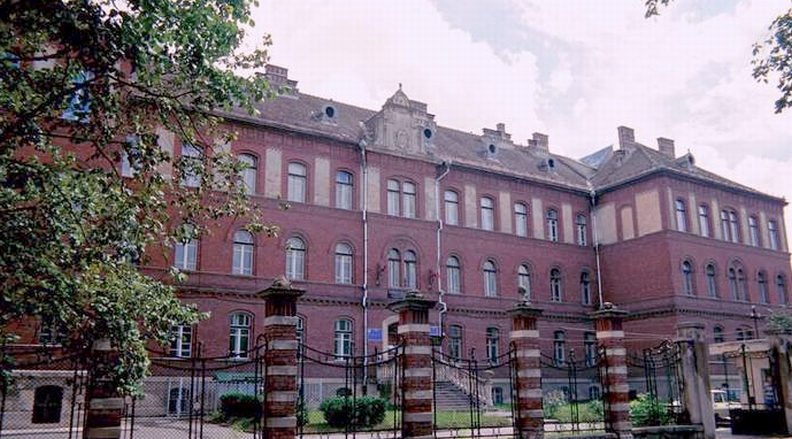
A Tanítók Háza

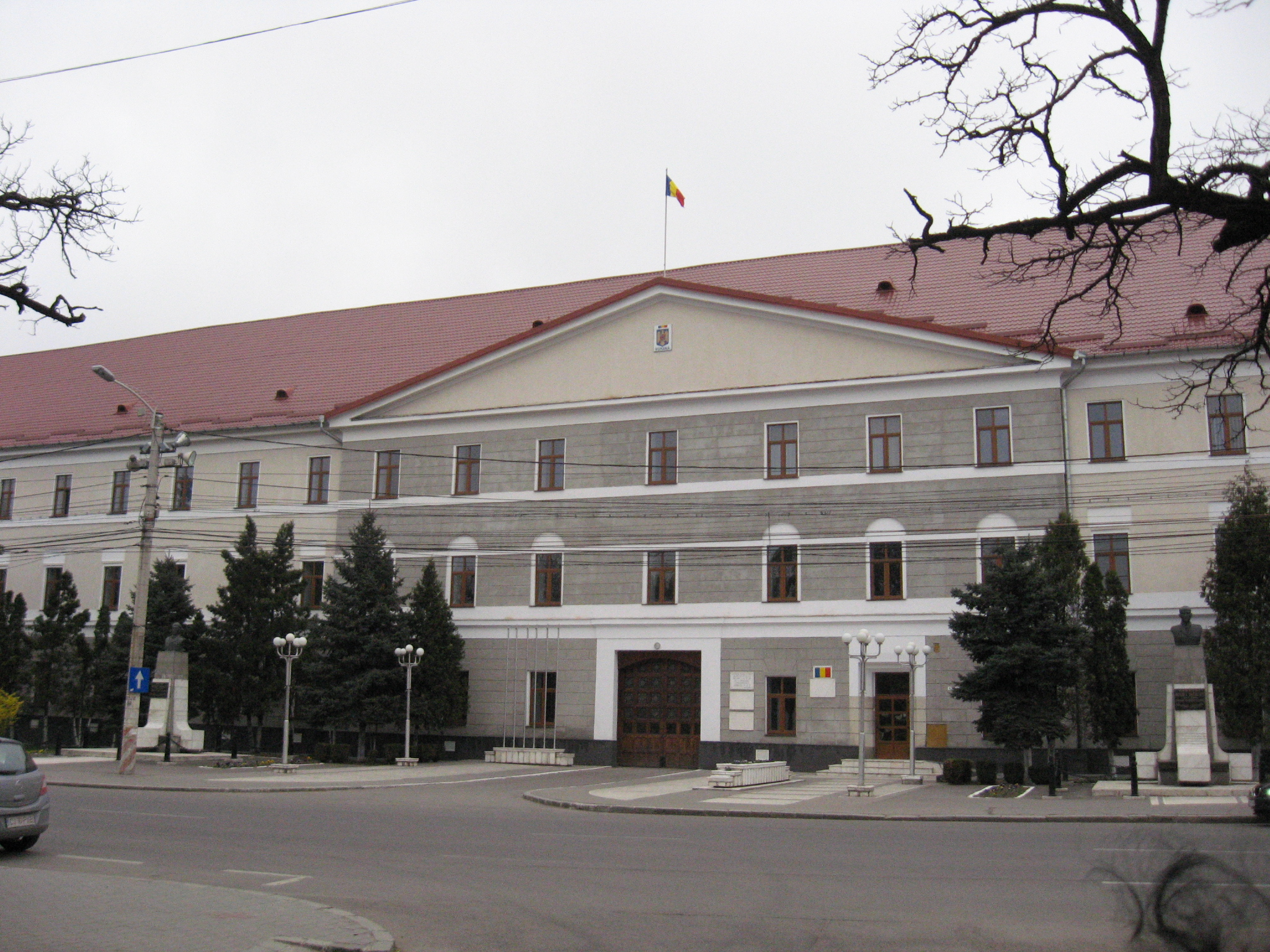
A Szent György-laktanya

A teret a Lucian Blaga Nemzeti Színház épülete uralja, amely magyar nemzeti színházként 1904–1906 között épült neobarokk stílusban, néhány szecessziós jellemzővel; a tervező és kivitelező a bécsi Fellner és Helmer cég volt. Az új színház felavatása 1906. szeptember 8-án történt Herczeg Ferenc Bújdosók című darabjával. 1919. május 14-én bukaresti művészekkel tartottak először román nyelvű előadást; szeptembertől önálló román társulatot szerveztek. Az épületben az utolsó magyar előadást 1919. szeptember 30-án tartották. A román színház hivatalos megnyitója december 1-jén volt, az újonnan alakult kolozsvári román színtársulat 2-án tartotta első előadását. 1920. május 20-án nyílt a kolozsvári Román Opera Verdi Aidájának az előadásával; ez volt Románia első operaháza. A második bécsi döntés után négy évig az épületben ismét a magyar színház kapott helyet. 1944. október 31-én és november 2-án a város „felszabadulását” ünnepelve román és magyar színészek közös műsort adtak, a korabeli plakát tanúsága szerint a bevételt az orosz és román sebesültek javára szánták. Ma a színház Lucian Blaga román költő és drámaíró nevét viseli.
A Külső Magyar utca és a tér sarkán áll az igazságügyi palota impozáns tömbje, amely 1898–1902 között épült, eklektikus stílusban, Wagner Gyula tervei alapján és 1902. október 13-án avatták fel. A tér felé néző fő szárnya, homlokzatán Justitia szobrával az ítélőtáblának és a főügyészségnek nyújtott otthont, a másik szárnyán a járásbíróság és a törvényszék helyezkedett el. Az idők folyamán az épület időszakosan több intézménynek is helyet adott (megyei könyvtár, Kriterion Könyvkiadó, közjegyzőség stb.).
A Tanítók Háza a Lucian Blaga Nemzeti Színház mögött található, 20. század eleji épület. 1902–1903-ban, Herczeg Zsigmond és Baumgarten Sándor tervei alapján épült. Eredeti rendeltetése szerint a tanítóképzők növendékei, illetve a tanítók gyermekei számára volt kollégium. 1918. december 1-jétől a Székely Hadosztály parancsnoksága a hadikórház részére lefoglalt Tanítók Házában működött. A második világháború után az épületben az egyetem Közgazdasági Kara működött. Az 1970-es évek végén a Tanítók háza bal szárnyának földszintjét az egyetem számítóközpontja foglalta el. 1990-ben a Kolozs megyei tanfelügyelőség költözött ide, 2008-ban az egyetem környezetvédelmi kara és a megyei tanfelügyelőség helyezkedett el benne.

## Kapcsolódó lapok
- Bocskai tér (Kolozsvár)
- Trencsin tér